# Ernst Dietrich Holtz
Ernst Dietrich Holtz (* 5. März 1891 in Kattowitz; † 23. Oktober 1945 in Berlin-Wilmersdorf) war ein deutscher Jurist, Ministerialrat und Landrat.

## Leben
Der Protestant Ernst Dietrich Holtz war der Sohn des Chefpräsidenten der Oberrechnungskammer Ernst Holtz. Zwischen 1909 und 1913 absolvierte er in Heidelberg und Kiel ein Studium der Rechtswissenschaften. Nach Ablegung des ersten juristischen Staatsexamens 1913 zum Gerichtsreferendar ernannt, wechselte er 1916 als Regierungsreferendar in den preußischen Verwaltungsdienst mit dem Dienstort Potsdam. Als Folge des Ersten Weltkriegs gehörte er von 1914 bis 1919 dem Militär an. Nach Ablegung des zweiten Staatsexamens und unter Ernennung zum Regierungsassessor fand er ab 1920 Beschäftigung beim Oberpräsidium Brandenburg, im gleichen Jahr wurde Holtz zum Dr. rer. pol. promoviert.
1922 fand er als Regierungsrat im preußischen Innenministerium Einsatz. Nachfolgend versah Holtz vom 7. April bis zum 1. Oktober 1931  kommissarisch die Verwaltung des Landratsamtes des Kreises Düsseldorf-Mettmann. Weitere Dienststation war im selben Jahr die Oberrechnungskammer in Potsdam. Dort 1932 zum Staatsfinanzrat und Ministerialrat ernannt, wechselte er 1937 an den Rechnungshof des Deutschen Reichs und 1939 in das Reichswirtschaftsministerium.

## Familie
Ernst Dietrich Holtz war seit 1921 verheiratet.

## Schriften
- Deutsche Siedlung im Baltenland (=Schriften zur Förderung der inneren Kolonisation, Heft 31), Deutsche Landbuchhandlung, Berlin 1920, zugleich unter dem Titel: Das deutsche Siedlungswerk in Kurland (Entwicklung und rechtliche Grundlagen unter Vergleich mit der inneren Kolonisation in Preussen), rechts- und staatswissenschaftliche Dissertation, Greifswald 1920
- Christlich und Völkisch, W. Bacmeister, Berlin-Charlottenburg [1934]. OCLC 21129038